# Krajná Porúbka
Krajná Porúbka est un village de Slovaquie situé dans la région de Prešov.

## Histoire
Première mention écrite du village en 1582.

## Démographie

### Évolution de la population
| Année:               | 1994. | 2004.   | 2014.   | 2024.    |
| -------------------- | ----- | ------- | ------- | -------- |
| Nombre de personnes: | 61    | 56      | 52      | 34       |
| Différence:          |       | -8,19 % | -7,14 % | -34,61 % |

| Année:               | 2023. | 2024.   |
| -------------------- | ----- | ------- |
| Nombre de personnes: | 33    | 34      |
| Différence:          |       | +3,03 % |